# Jean-Pierre Laruy
Pour les articles homonymes, voir Jean-Pierre Lévy, Lévy et Laruy.
Jean-Pierre Laruy (né Jean-Pierre Lévy à Oran en 1941 et mort en 1987) est un homme de théâtre, comédien, metteur en scène et dramaturge français.
Il a été, comme Marcel Maréchal à Marseille, Jack Lang à Nancy, et bien d'autres, un des grands acteurs de la décentralisation artistique dès la fin des années 1960. Une décentralisation imaginée par Jeanne Laurent en 1946, menée dans le cadre de la politique décidée par le ministre de la Culture du Général de Gaulle, André Malraux, et qui a conduit à l'implantation en France des Maisons de la culture.

## Biographie

### La khâgne, la philosophie, le théâtre
Jean-Pierre Laruy a d'abord suivi, de 1958 à 1962, des études supérieures de philosophie en khâgne au lycée Henri-IV et à la Sorbonne jusqu'à la licence de philosophie qu'il a obtenue. Il a été le metteur en scène de la première représentation en France (1959) de La Dernière Bande de Samuel Beckett, interprétée par Jacques Bouzerand au Théâtre de la Contrescarpe, rue Mouffetard, en présence de Suzanne Beckett, l'épouse de l'écrivain, de Jérôme Lindon, son éditeur des éditions de Minuit et de Jean Martin un des interprètes favoris du Prix Nobel irlandais.
Parallèlement à ses études universitaires, Jean-Pierre Laruy a suivi les cours de formation théâtrale à l'école d'art dramatique de la rue Blanche. Il s'est d'ailleurs ensuite résolument tourné vers le théâtre qui le passionnait. Il a ainsi créé dès 1960 L'Ours et la Lune de Paul Claudel, pièce qui n'avait jamais été jouée auparavant. En 1961, il lance une Compagnie du " Jeune Théâtre" qui monte des spectacles à Paris (Contrescarpe) et les fait tourner en province. La reconnaissance professionnelle et l'amitié de l'actrice Marie Bell lui sont acquises.

### Théâtre du Limousin
À partir de 1964, Jean-Pierre Laruy a ensuite été, avec Georges-Henri Régnier, le codirecteur du Théâtre du Limousin,. Il y a mis en scène notamment Les Séquestrés d'Altona de Jean-Paul Sartre (l'affiche de ce spectacle a été exposée à la BNF lors de la rétrospective Sartre) et de nombreuses autres pièces du répertoire classique et contemporain. Il a aussi mis en scène Savonarole au théâtre de l'Odéon.
Après plusieurs années de présence régulière en Limousin, l'équipe constituée autour de Jean-Pierre Laruy et Georges-Henri Régnier est devenue, à l'initiative du ministère de la Culture qui appréciait leur travail, une troupe nationale permanente.
Georges-Henri Régnier, codirecteur, ayant été appelé à la direction du théâtre de Bourges, Jean-Pierre Laruy est demeuré seul pour assurer, à Limoges, la direction du Centre théâtral du Limousin devenu, en 1972, Centre dramatique national du Limousin, qu'il a dirigé jusqu'en 1983. Il sera alors remplacé par le metteur en scène Pierre Debauche.
Entre 1961 et 1983, Jean-Pierre Laruy y aura mis en scène quelque 80 spectacles. La pièce La Mouche verte, qu'il a écrite avec Daniel Depland, a été éditée en 1981 par L'Avant-Scène théâtre.
En 1983, Jean-Pierre Laruy ira diriger l'Espace des Arts (ex Maison de la Culture) à Chalon-sur-Saône.[réf. nécessaire]

## Le fonds d'archives à la Bibliothèque nationale
Le fonds d'archives du Centre théâtral du Limousin et de la compagnie Régnier-Laruy  de la Bibliothèque nationale contient les archives de près de 80 spectacles montés par Jean-Pierre Laruy, depuis la création du Jeune Théâtre en 1961. En 1984, ce fonds a été déposé sous forme de don à la Bibliothèque nationale de France, Département des arts du spectacle. Ce fonds est en cours de classement. Il contient des correspondances, des manuscrits, des textes de pièce, des affiches, des programmes, des photographies et des coupures de presse.

## Théâtre

### Mises en scène
- 1967 : Les Frères Karamazov de Fiodor Dostoïevski, Centre Théâtral du Limousin Limoges, Théâtre Sarah-Bernhardt
- 1968 : Le Diable et le Bon Dieu de Jean-Paul Sartre, Centre Théâtral du Limousin Limoges
- 1969 : Savonarole ou Le Plaisir de Dieu seul de Michel Suffran, Centre Théâtral du Limousin Limoges
- 1971 : Le Train de l'aube de Tennessee Williams, Théâtre Édouard VII
- 1974 : Les Possédés d'Albert Camus d'après Fiodor Dostoïevski, Limoges
- 1975 : Intermezzo de Jean Giraudoux, Festival de Bellac
- 1976 : La duchesse de Langeais de Jean Giraudoux d'après Honoré de Balzac, Festival de Bellac
- 1977 : Judith de Jean Giraudoux, Festival de Bellac
- 1979 : Ondine de Jean Giraudoux, Festival de Bellac
- 1982: Pour Lucrèce de Jean Giraudoux, Festival de Bellac